# 멋대로 해라
"멋대로 해라"는 1980년에 개봉한 대한민국의 영화이다.

## 캐스팅
- 이대근
- 혜은이
- 김동현